# Liste der Biografien/Davig
Liste der Biografien |
Portal Biografien |
Personensuche
# |
A |
B |
C |
D |
E |
F |
G |
H |
I |
J |
K |
L |
M |
N |
O |
P |
Q |
R |
S |
T |
U |
V |
W |
X |
Y |
Z |
?
 
Da |
Db |
Dc |
Dd |
De |
Dg |
Dh |
Di |
Dj |
Dk |
Dl |
Dm |
Dn |
Do |
Dq |
Dr |
Ds |
Du |
Dv |
Dw |
Dy |
Dz
 
Daa |
Dab |
Dac |
Dad |
Dae |
Daf |
Dag |
Dah |
Dai |
Daj |
Dak |
Dal |
Dam |
Dan |
Dao |
Dap |
Daq |
Dar |
Das |
Dat |
Dau |
Dav |
Daw |
Dax |
Day |
Daz
 
Dava |
Davd |
Dave |
Davi |
Davl |
Davo |
Davr |
Davs |
Davu |
Davy
 
Davia |
Davic |
David |
Davie |
Davig |
Davil |
Davin |
Davio |
Davis |
Davit |
Daviz
Die Liste der Biografien führt alle Personen auf, die in der deutschsprachigen Wikipedia einen Artikel haben. Dieses ist eine Teilliste mit 6 Einträgen von Personen, deren Namen mit den Buchstaben „Davig“ beginnt.

## Davig

### Davigd
- D’Avigdor-Goldsmid, Henry (1909–1976), britischer Offizier und Politiker (Conservative Party)
- D’Avigdor-Goldsmid, Osmond (1877–1940), britischer Politiker

### Davign
- Davignon, Étienne (* 1932), belgischer Politiker und GeschäftsmannÉtienne Davignon (* 1932)

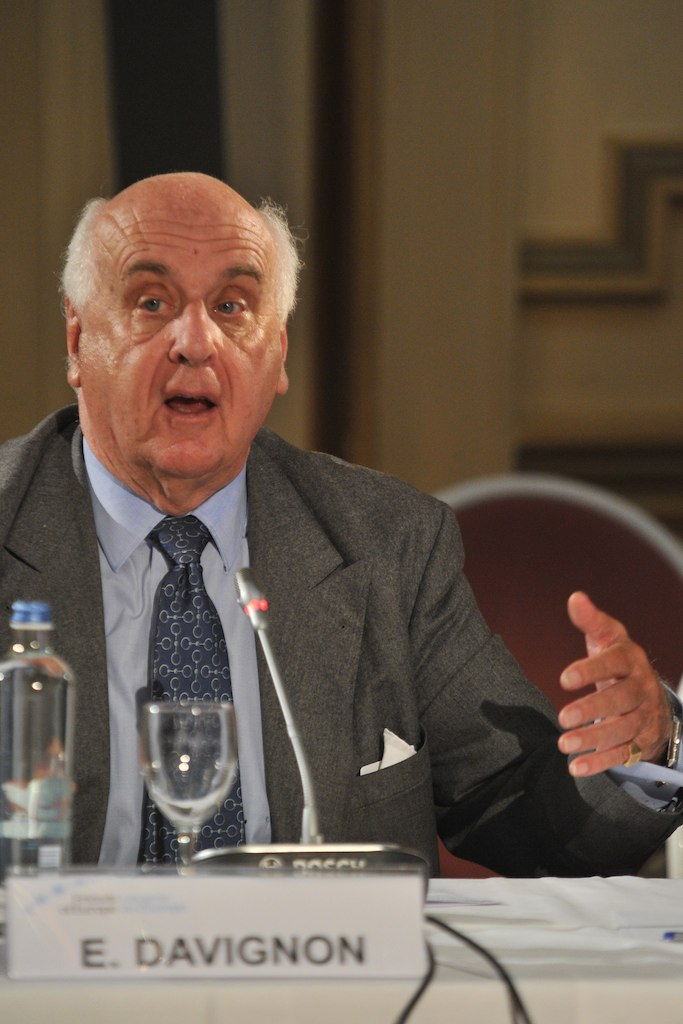
Étienne Davignon (* 1932)

- Davignon, Jacques (1887–1965), belgischer Diplomat
- Davignon, Julien (1854–1916), belgischer Politiker
- Davignon, Pierre Albert Gilles (1912–1945), belgischer römisch-katholischer Geistlicher und Märtyrer